# Karin Jeppsson (fotbollsspelare)
Karin Birgitta Jeppsson, född 19 oktober 1977 i Fässbergs församling i Mölndal, är en svensk fotbollsspelare (målvakt).
Jeppsson spelade allsvenskt i Kopparbergs/Göteborg FC 1998–2001. Hon är numera målvaktstränare i Fässbergs IF Herrar Div 2, samt i flicklandslaget.